# Lulzacita
La lulzacita és un mineral de la classe dels fosfats. Rep el nom en honor d'Yves Lulzac, de Nantes, França, geòleg-enginyer de la BRGM (Bureau de Recherches Géologiques et Minières) qui va descobrir el mineral.

## Característiques
La lulzacita és un fosfat de fórmula química Sr₂Fe²⁺(Fe²⁺‚Mg)₂Al₄(PO₄)₄(OH)₁₀. Va ser aprovada com a espècie vàlida per l'Associació Mineralògica Internacional l'any 2000. Cristal·litza en el sistema triclínic. La seva duresa a l'escala de Mohs es troba entre 5,5 i 6. Es tracta d'un complex fosfat isotípic amb la jamesita.
Segons la classificació de Nickel-Strunz, la lulzacita pertany a «08.BK: Fosfats, etc. amb anions addicionals, sense H₂O, amb cations de mida mitjana i gran, (OH, etc.):RO₄ = 2:1, 2,5:1» juntament amb els següents minerals: brasilianita, medenbachita, neustädtelita, cobaltneustädtelita, curetonita, heyita i jamesita.

## Formació i jaciments
Va ser descoberta a la pedrera Bois-de-la-Roche, situada a la localitat de Saint-Aubin-des-Châteaux, al departament de Loira Atlàntic (País del Loira, França). Es tracta de l'únic indret de tot el planeta on ha estat descrita aquesta espècie mineral.